# عراد (البحرين)
عراد مدينة في البحرين تقع في جزيرة المحرق. 
كانت في الأصل قرية زراعية صغيرة يسكنها البحارنة الشيعة، لكنها توسعت فيما بعد لتشمل مساكن جديدة للطبقة المتوسطة، والتي جلبت معها عددًا كبيرًا من السكان السنة.[1]

## مناطقها
تضم قرية عراد الأصلية القديمة 6 مناطق هي:
1. البديعة وتوجد فيها أجمل البساتين
2. الديرة
3. الغربي
4. أبوسمادة
5. شمال (النزلة)
6. أبو أربع
7. الضايع

تتوسطها ساحة شورت ويقدر عدد سكان عراد حتى نهاية 2005 بنحو 25000 نسمة.
تنقسم قرية عراد إلى خمس مناطق رئيسية وهي القرية القديمة وتسمى "عراد القديمة"، والمنطقة الجديدة"عراد الجديدة"، وإسكان عراد، والمنطقة الصناعية، وإسكان عراد الجديد المتصل بمنطقة الحالات وكل منطقة تتفرع منها عدة أحياء صغيرة. تضم على أراضيها نادي المحرق ومجمع السيف وبعض من مباني مطار البحرين الدولي، وتضم محمية طبيعية اسمها دوحة عراد وبها ثلاثة ممشيات تطل على البحر.

## المساجد
1. ناصر الحق
2. الشيخ إبراهيم
3. جامع أمير المؤمنين
4. الشيخ سلطان
5. بنت الولوف
6. أبو محيى
7. الإمام الحسن
8. مسجد الديرة